# Serge Gakpé
Serge Gakpé (Bondy, Francia, 7 de mayo de 1987) es un futbolista togolés. Juega de centrocampista y su equipo es el APEA Akrotiriou de la Tercera División de Chipre.

## Selección nacional
Ha sido internacional con la selección de fútbol de Togo en 46 ocasiones y ha anotado 4 goles.

## Clubes
| Club                        | País    | Año       |
| --------------------------- | ------- | --------- |
| A. S. Monaco                | Francia | 2006-2011 |
| Tours F. C. (cedido)        | Francia | 2010      |
| F. C. Nantes                | Francia | 2011-2015 |
| Standard de Lieja (cedido)  | Bélgica | 2012      |
| Genoa C. F. C.              | Italia  | 2015-2017 |
| Atalanta B. C. (cedido)     | Italia  | 2016      |
| A. C. ChievoVerona (cedido) | Italia  | 2017      |
| Amiens S. C.                | Francia | 2017-2018 |
| Círculo de Brujas           | Bélgica | 2018-2019 |
| Apollon Limassol            | Chipre  | 2019-2021 |
| Karmiotissa Polemidion      | Chipre  | 2021-2022 |
| APEA Akrotiriou             | Chipre  | 2023-     |